# Титов, Павел Николаевич
 Павел Николаевич Титов  (1773—1846) — драматург и переводчик конца XVIII и начала XIX века, надворный советник.

## Биография
Родился в 1773 году.  Родной брат Алексея и Сергея Титовых. На службу поступил в 1781 году каптенармусом в Преображенский полк. В 1784 году переведен из сержантов вице-вахмистром в лейб-гвардейский Конный полк.
В 1784 году произведен в вахмистры, в 1791 году в корнеты, в 1794 году в подпоручики, а в 1796 году в поручики. 1 января 1797 года переведен тем же чином в кавалергардские эскадроны. При расформировании эскадронов 21 сентября 1797 уволен со службы с переименованием в титулярные советники и определен в кабинет Его Величества.
В 1799 году произведен в надворные советники, в 1803 году получил жалование в 500 руб,в 1804 году в коллежские советники и назначен экспедитором 3-й экспедиции о доходах и долгах кабинета, в том же году получил бриллиантовый перстень. В 1808 году произведен в статские советники. В 1810 году ему поручено сверх настоящей должности, делопроизводство по 1-й экспедиции кабинета.
В том же году награждён орденом святого Владимира 4-й ст. и награждён годовым жаллванием в 1500 руб. 8 марта 1812 года определён членом конторы дирекции Императорских театров и зрелищ по хозяйственной части. В том же году ему по прежнему поручено делопроизводство по кабинету а именно; по мызам Ропши, Кипени и Грос-Рооп и Ропшинской буможной фабрики и управление сельцом Никольским.
В 1813 году уволен от должности по театральной дирекции и определен по предписанию министра финансов в Санкт-Петербургскую почтовую таможню управляющим, с оставлением при прежней должности в ведомстве кабинета. В 1816 году награждён орденом святой Анны 2-класса. Скончался 11 февраля 1846 года.
Был женат на Анне Алексеевне, урожденной Любимовой, от неё имел детей: Екатерину (09.11.1802), Николая (31.07.1810), Анну (замужем за А. А. Плещеевым), Александру и Софью.